# Medúlla
| Recensione           | Giudizio |
| -------------------- | -------- |
| AllMusic             | [ 7 ]    |
| Entertainment Weekly | A        |
| The Guardian         | [ 9 ]    |
| Los Angeles Times    | [ 10 ]   |
| Mojo                 | [ 11 ]   |
| NME                  | 8/10     |
| Pitchfork            | 8.4/10   |
| Q                    | [ 14 ]   |
| Rolling Stone        | [ 15 ]   |
| Spin                 | B+       |

Medúlla è il quinto album della cantautrice islandese Björk (il sesto, contando anche l'omonimo album solista del 1977), pubblicato il 31 agosto 2004.

## Descrizione
Medúlla (che significa "midollo", in latino) è l'album più controverso dell'artista. Nelle tracce che compongono l'album non viene praticamente usato alcuno strumento musicale all'infuori della voce umana, eccetto rare eccezioni. Questo ha portato a dover campionare numerosi suoni prodotti dalla stessa cantante e dai suoi collaboratori (Mike Patton, Robert Wyatt, Tanya Tagaq Gillis, Rahzel dei The Roots, e Dokaka) e a utilizzare gli arrangiamenti elettronici per creare le basi delle tracce.
Mentre alcune canzoni rimangono comunque legate in qualche modo allo stile classico di Björk, altre come Ancestors, prodotta da lamenti e respiri, perdono praticamente la struttura della canzone per dar vita a sperimentazioni sconnesse e a volte spudoratamente cacofoniche. Sono tuttavia presenti incursioni nel pop e nella dance, rappresentate da Who Is It e Triumph of a Heart. Completamente a cappella, priva di qualunque accompagnamento musicale o vocale, è la traccia Show Me Forgiveness, sostenuta dalla sola voce di Björk. Dopo Sun in My Mouth dell'album Vespertine, è presente un secondo adattamento di una poesia di E.E. Cummings, rappresentato dalla traccia Sonnets/Unrealities XI. La traccia Vökuró, cantata completamente in islandese, è invece un adattamento di una composizione al pianoforte del musicista Jórunn Viðar.
Nei brani vengono affrontati diversi temi: Pleasure Is All Mine e Where Is The Line sono invettive contro il partner, Who Is It è un accorato appello a prendere coscienza dell'amore ricevuto, mentre Mouth's Cradle rappresenta la prima incursione della cantante nei temi politici (che diventeranno preponderanti nell'album seguente), recitando la frase "I need a shelter to build an altar away from all the Osamas and Bushes".
Il brano Oceania è stato commissionato dal Comitato Olimpico Internazionale ed è stato eseguito dalla cantante durante l'apertura delle Olimpiadi di Atene 2004. Il testo della canzone richiama l'idea che tutte le creature, esseri umani compresi, provengano dall'acqua del mare. È stata scritta interamente dal punto di vista dell'oceano stesso e nel video Björk appare immersa in un mondo acquatico buio, popolato da creature simili a piante e pesci.
Il 26 aprile 2019 l'album viene rilasciato dalla One Little Independent Records anche in formato di musicassetta.

## Tracce
Edizione standard
1. Pleasure Is All Mine – 3:26 (Björk)
2. Show Me Forgiveness – 1:23 (Björk)
3. Where Is the Line – 4:41 (Björk)
4. Vökuró – 3:14 (Jórunn Viðar, Jakobína Sigurðardóttir)
5. Öll Birtan – 1:52 (Björk)
6. Who Is It (Carry My Joy on the Left, Carry My Pain on the Right) – 3:57 (Björk)
7. Submarine – 3:14 (Björk)
8. Desired Constellation – 4:55 (Björk, Olivier Alary)
9. Oceania – 3:24 (Björk, Sjón)
10. Sonnets/Unrealities XI – 1:59 (Björk, Edward Estlin Cummings)
11. Ancestors – 4:08 (Björk, Tagaq)
12. Mouth's Cradle – 4:00 (Björk)
13. Miðvikudags – 1:24 (Björk)
14. Triumph of a Heart – 4:04 (Björk)

Bonus track per il Giappone
1. Komið – 2:02 (Björk)

## Formazione
Di seguito sono elencati i musicisti che hanno suonato nel disco e il personale che ha collaborato alla sua realizzazione.
- Björk – voce principale, arrangement, programmazione (tracce 1, 3, 5, 6, 9, 11–14), choir arrangement, bass line (traccia 1), bass synth (traccia 6), piano (traccia 11), composizione (tracce 1–3, 5–15), produzione
- Tagaq – canto di gola inuit (tracce 1, 6, 11, 12), composizione (traccia 11)
- Mike Patton – voce (tracce 1, 3)
- Robert Wyatt – voce (tracce 7, 9)
- Rahzel – beatboxing (tracce 1, 3, 6, 12, 14)
- Shlomo – beatboxing (traccia 9)
- Dokaka – beatboxing (traccia 14)
- Gregory Purnhagen – trombone umano (tracce 3, 14)
- The Icelandic Choir – coro (tracce 1, 3, 4, 8, 10, 11)
- The London Choir – coro (traccia 9)
- Nico Muhly – piano (traccia 9)
- Mark Bell – bass synthesizer (traccia 12), programmazione (tracce 1, 3, 6, 9, 12, 14), produzione (tracce 3, 7, 9)
- Peter Van Hooke – gong (traccia 1)
- Little Miss Spectra – programmazione (traccia 3)
- Matmos – programmazione (traccia 6)
- Olivier Alary – programmazione (traccia 8)
- Valgeir Sigurdsson – programmazione (tracce 1, 3, 6, 7, 9, 12, 14)
- Mark "Spike" Stent – missaggio
- Nick Ingham – direttore (Olympic Studios choir session)
- Karl Olgeirsson – copista (Iceland sessions)
- Nick Mera – copista (London session)
- Jórunn Viðar – composizione (traccia 4)
- Jakobína Sigurðardóttir – composizione (traccia 4)
- Olivier Alary – composizione (traccia 8)
- E. E. Cummings – composizione (traccia 10)
- Sturla Thorisson – ingegnere del suono (assistente, Greenhouse Studios)
- Christian Rutledge – ingegnere del suono (assistente, Looking Glass)
- Rob Haggett – ingegnere del suono (assistente, Olympic Studios)
- David Treahearn – ingegnere del suono (assistente, Olympic Studios)
- Juan Garcia – ingegnere del suono (assistente, The Magic Shop)
- Flavio de Souza – ingegnere del suono (Ilha Dos Sapos Studios)
- Ichiho Nishiki – ingegnere del suono (Looking Glass)
- Neil Dorfsman – ingegnere del suono
- Jake Davies – ingegnere del suono, programmazione
- M/M Paris – direzione artistica, design
- Shoplifter / Hrafnhildur Arnardóttir – artwork (acconciatura)
- Andrea Helgadóttir – artwork (colori della pelle)
- Inez van Lamsweerde e Vinoodh Matadin – fotografia

Coro
The Icelandic Choir
- Anna Hinriksdóttir – contralto
- Arngerður María Árnadóttir – contralto
- Aðalheiður Þorsteinsdóttir – contralto
- Guðrún Edda Gunnarsdóttir – contralto
- Guðrún Finnbjarnardóttir – contralto
- Jónína Guðrún Kristinsdóttir – contralto
- Benedikt Ingólfsson – basso
- Hafsteinn Þórólfsson – basso
- Hjálmar Pétursson – basso
- Örn Arnarson – basso
- Þorvaldur Þorvaldsson – basso
- Elfa Ingvadóttir – soprano
- Hera Björk Þórhallsdóttir – soprano
- Hugrún Hólmgeirsdóttir – soprano
- Kristín Erna Blöndal – soprano
- Björn Thorarensen – tenore
- Guðmundur Vignir Karlsson – tenore
- Gísli Magna – tenore
- Þorbjörn Sigurðsson – tenore

The London Choir
- Ann de Renais
- Emma Brain-Gabbot
- Heather Chirncross
- Helen Hampton, Helen Pakker
- Jacqueline Barron
- Janet Mooney
- Jenny O'Grady
- Judith Sim
- Karen Woodhowe
- Kim Chandler
- Melanie Marshall
- Micaela Haslam
- Nicki Kennedy
- Rachel Chapman
- Samantha Shaw
- Sarah Eyden
- Sarah Simmondi
- Tarsha Colt
- Yona Dunsford

## Classifiche
| Classifica (2004-2016) | Posizione massima |
| ---------------------- | ----------------- |
| Australia              | 17                |
| Austria                | 6                 |
| Belgio (Fiandre)       | 4                 |
| Belgio (Vallonia)      | 1                 |
| Danimarca              | 2                 |
| Europa                 | 1                 |
| Finlandia              | 4                 |
| Francia                | 1                 |
| Germania               | 5                 |
| Giappone               | 9                 |
| Grecia                 | 3                 |
| Italia                 | 2                 |
| Messico                | 20                |
| Norvegia               | 3                 |
| Nuova Zelanda          | 35                |
| Paesi Bassi            | 20                |
| Portogallo             | 5                 |
| Regno Unito            | 9                 |
| Spagna                 | 6                 |
| Stati Uniti            | 14                |
| Svezia                 | 7                 |
| Svizzera               | 3                 |